# Joe Cirella
Joseph „Joe“ Cirella (* 9. Mai 1963 in Hamilton, Ontario) ist ein ehemaliger kanadischer Eishockeyspieler und -trainer, der in seiner aktiven Zeit von 1980 bis 1997 unter anderem für die Colorado Rockies, New Jersey Devils, Québec Nordiques, New York Rangers, Florida Panthers und Ottawa Senators in der National Hockey League sowie die Kölner Haie in der Deutschen Eishockey Liga gespielt hat.

## Karriere
Joe Cirella begann seine Karriere als Eishockeyspieler bei den Oshawa Generals, für die er von 1980 bis 1983 in der Ontario Hockey League aktiv war. In dieser Zeit wurde er im NHL Entry Draft 1981 in der ersten Runde als insgesamt fünfter Spieler von den Colorado Rockies ausgewählt, für die er in der Saison 1981/82 sein Debüt in der National Hockey League gab. In seinem Rookiejahr erzielte der Verteidiger in 65 Spielen insgesamt 19 Scorerpunkte, darunter sieben Tore. In der folgenden Spielzeit gewann er mit den Oshawa Generals den J. Ross Robertson Cup als OHL-Meister. Im Sommer 1982 erhielten die New Jersey Devils, die die Colorado Rockies nach ihrer Umsiedlung ersetzten, die Rechte am Spieler. Für die Devils spielte Cirella in den folgenden sieben Spielzeiten in der NHL, ehe er im Juni 1989 an die Québec Nordiques abgegeben wurde, für die er eineinhalb Jahre spielte, ehe er am 17. Januar 1991 im Tausch für Aaron Miller und ein Fünftrunden-Wahlrecht im NHL Entry Draft 1991 an die New York Rangers abgegeben wurde, bei denen er die folgenden zweieinhalb Jahre verbrachte. 
Im Juni 1993 wählte das neue Franchise der Florida Panthers Cirella im NHL Expansion Draft 1993 aus, für die er die folgenden beiden Jahre spielte. Nachdem der Rechtsschütze die Saison 1995/96 bei den Milwaukee Admirals aus der International Hockey League begonnen hatte, wurde er am 1. Dezember 1995 als Free Agent von den Ottawa Senators unter Vertrag genommen, für die er bis Saisonende sechs Spiele bestritt. Cirealla war zum Zeitpunkt seines letzten Einsatzes in der NHL der letzte aktive Spieler, der je für die Colorado Rockies gespielt hatte. Seine Laufbahn beendete der Kanadier nach der Saison 1996/97 bei den Kölner Haien in der Deutschen Eishockey Liga.   
Im Anschluss an seine Karriere als Spieler arbeitete Cirella in der Saison 1997/98 als Assistenztrainer bei seinem Ex-Club Florida Panthers in der NHL. Daraufhin war er in gleicher Funktion für die Oshawa Generals aus der OHL, bei denen er seine Karriere begonnen hatte, von 1998 bis 2004 – mit Ausnahme der Saison 2001/02 – tätig.
Eine weitere Station als Assistenztrainer waren die Peterborough Petes, ehe Cirella 2010 in selbiger Funktion zu den Oshawa Generals zurückkehrte. Zur Saison 2012/13 der Kanadier zum Assistenztrainer der Sault Ste. Marie Greyhounds ernannt.

### International
Für Kanada nahm Cirella an der U20-Junioren-Weltmeisterschaft 1983 teil, bei der er mit seiner Mannschaft den dritten Platz belegte.

## Erfolge und Auszeichnungen
- 1983 J.-Ross-Robertson-Cup-Gewinn mit den Oshawa Generals
- 1983 OHL First All-Star Team
- 1983 Memorial Cup Tournament All-Star Team
- 1984 Teilnahme am NHL All-Star Game

### International
- 1983 Bronzemedaille bei der U20-Junioren-Weltmeisterschaft